# Kalinauka (rejon homelski)
Kalinauka (biał. Калінаўка; ros. Калиновка, Kalinowka) – osiedle na Białorusi, w obwodzie homelskim, w rejonie homelskim, w sielsowiecie Ciareniczy.